# Hudā Schaʿrāwī
Hudā Schaʿrāwī (auch Hoda Shaarawy, arabisch هدى شعراوي, DMG Hudā Šaʿrāwī * 23. Juni 1879 in Minya; † 12. Dezember 1947) war eine frühe ägyptische Frauenrechtlerin, Gründerin der Ägyptischen Feministischen Union (EFU) und Philanthropin. Für den malaiischen Intellektuellen Syed Sheikh al-Hady war sie das Idealbild einer modernen muslimischen Frau.

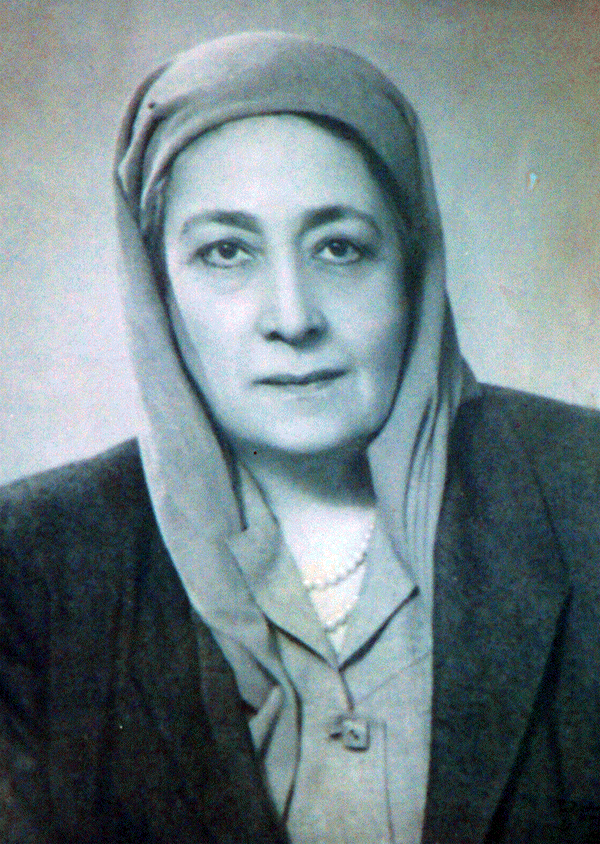
Hudā Schaʿrāwī

## Privates Leben
Hudā Schaʿrāwī wurde 1879 in Minya (Oberägypten) als Tochter einer wohlhabenden Familie geboren. Ihre Mutter war die Tochter von Flüchtlingen aus dem Kaukasus, die in den 1860er Jahren nach kriegerischen Auseinandersetzungen mit dem zaristischem Russland geflohen waren. Ihr Vater war Sultan Pascha, ein hoher Beamter, der 1881 zum Präsidenten des kurzlebigen Egyptian Representative Council wurde und bereits 1884 starb.
Ihre ersten Jahre verbrachte sie relativ isoliert im Harem, eine Erfahrung, die sie später in ihren Memoiren niederschreiben sollte. Trotz dieser Abschottung erhielt sie eine grundlegende Ausbildung, so memorierte sie bereits im Alter von neun Jahren den Koran und berichtete davon, wie sie sich heimlich am Bücherschrank ihres Vaters bediente.
Im Alter von zwölf Jahren wurde Schaʿrāwī mit ihrem Vetter Ali Pascha Schaʿrāwī verlobt und ein Jahr später verheiratet, lebte aber bis 1900 getrennt von ihm in Kairo. In dieser Zeit lernte sie Französisch und Arabisch von Lehrerinnen wie der französisch-ägyptischen Frauenrechtlerin Eugénie Le Brun. In deren Frauensalon beteiligte sie sich an Diskussionen über soziale Fragen, insbesondere im Hinblick auf die Position der Frauen.
1900 kehrte sie schließlich zu ihrem Ehemann zurück, weniger aufgrund ihres eigenen Wunsches als vielmehr wegen des familiären und sozialen Drucks. Das Eheleben verlief nach Schaʿrāwī eigener Beschreibung aber harmonisch und 1903 wurde ihre Tochter Bathna und 1905 ihr Sohn Muhammed geboren. Ihr Mann starb 1922, sie selbst am 12. Dezember 1947.

## Philanthropische Arbeit
Nachdem Scha’arawis Tochter sich von schwerer Krankheit erholt hatte, widmete sie sich wieder verstärkt den Freundinnen aus der Zeit in Kairo und organisierte zusammen mit Marguerite Clemente die ersten Vorträge für Frauen an der neugegründeten Universität in Kairo.
1908 war sie federführend an der Gründung der Mabarrat Muhammed Ali beteiligt, einer philanthropischen Gesellschaft, geführt von ägyptischen Frauen, die sich um soziale Belange armer Frauen und Kinder kümmerte und von der ägyptischen Prinzessin Ain al-Hayat unterstützt wurde. Scha’arawi sah die Prinzessin und andere Wohlhabende als „Wächter und Beschützer der Nation“ an, während sie die Armen als bloß passive Empfänger dieser Hilfe betrachtete.

## Feminismus
Als Vorgängerorganisation der EFU gründete sie im April 1914 zusammen mit gleichgesinnten ägyptischen und ausländischen Frauen die Intellectual Association of Egyptian Women, um Frauen nach den Erfolgen der Frauensalons und Vorlesungen für „weitere intellektuelle und soziale Erfolge“ zusammenzubringen.
Als nach dem Ende des Ersten Weltkrieges die ägyptischen Unabhängigkeitsbestrebungen ignoriert und hohe Vertreter der Unabhängigkeitsbewegung auf die Seychellen deportiert wurden, brach am 9. März 1919 die ägyptische Revolution aus und Schaʿrāwī war führend an den Demonstrationen und Protesten der Frauen der Oberschicht gegen die Briten beteiligt, was sie als selbstverständlich erachtete, um „ihrem Land zu dienen“. 1920 wurde sie Präsidentin des neugegründeten Wafdist Womens Central Committee, der Frauenvereinigung der nach Unabhängigkeit strebenden Wafd-Partei.
1922 hoben die Briten ihr Protektorat mit einer formalen Anerkennung der Unabhängigkeit Ägyptens auf. Die Artikel 74 und 82 der Verfassung vom März 1923 garantierten das allgemeine Wahlrecht. Im Wahlgesetz aus demselben Jahr wurden aber Frauen ausgeschlossen. Hudā Schaʿrāwī gründete daraufhin zusammen mit anderen Frauen aus der Oberschicht die Ägyptische Feministische Union (EFU). Die Union setzte sich für politische Rechte für Frauen, für gleiche Rechte der Geschlechter bei der Bildung in den Sekundarschulen und an den Universitäten, für eine Ausweitung der qualifizierten Arbeitsmöglichkeiten für Frauen und eine Kontrolle der Ehegesetze, die die Vielehe und Scheidung betrafen, ein. 1923 in Rom nahmen zum ersten Mal Vertreterinnen der EFU an einem internationalen Treffen der International Alliance of Women teil. Nach der Rückkehr von diesem Treffen nahm Schaʿrāwī bei ihrer Ankunft am Bahnhof in Kairo öffentlichkeitswirksam ihren Schleier ab. Sie wurde von den Frauen, die ihre Ankunft erwartet hatten, begeistert bejubelt und löste ein großes Presseecho aus. Hierbei ist anzumerken, dass damals die Verschleierung in Ägypten nur die Oberschicht betraf und auch nie Kernthema der EFU war.
1924 wurde klar, dass die ägyptische Regierung für die anstehenden Wahlen kein Frauenwahlrecht gewähren würde und auch viele andere Forderungen der EFU trotz Protesten bei der Eröffnung des Parlaments nicht berücksichtigt werden würden. Schaʿrāwī wandte sich zusätzlich enttäuscht von den Eingeständnissen gegenüber den Briten in Bezug auf Sudan vom WWCC ab und widme sich ganz ihrer Arbeit für die EFU.

Bis zu ihrem Tod 1947 leitete sie deren Geschicke, vernetzte sich international und wurde 1944 Präsidentin der von ihr initiierten Arab Feminist Union. In ihren letzten Jahren wurden ihr zahlreiche Ehrungen zuteil, unter anderem die damals höchste Auszeichnung des Staates Ägypten. Sie selbst ordnete dies wie folgt ein: 

„Männer haben sich Frauen mit außergewöhnlichen Erfolgen rausgesucht und diese auf einen Sockel gestellt, damit sie nicht die Fähigkeiten aller Frauen anerkennen müssen.“

## Treffen mit Atatürk
Im Zuge der 12. Internationalen Frauenkonferenz, die am 18. April 1935 in Istanbul stattfand, war sie als Vorsitzende und eine von zwölf teilnehmenden Frauen tätig und wurde als stellvertretende Präsidentin der International Alliance of Women gewählt. Bei der Konferenz erklärte sie Mustafa Kemal Atatürk, den Staatsgründer der Türkei, als Vorbild ihrer Handlungen. In ihren Memoiren schreibt sie Folgendes dazu: „Nachdem die Istanbul-Konferenz geendet ist, erreichte uns eine Einladung einer Feierlichkeit, gehalten von Mustafa Kemal Atatürk, dem Befreier der modernen Türkei ... Im Salon neben seinem Büro standen die eingeladenen Delegierten in einem Halbkreis und ein paar Momente später kam Atatürk in einer Aura der Erhabenheit und Großartigkeit, es herrschte ein Gefühl des Prestiges. Als ich an der Reihe war, sprach ich ohne jegliche Übersetzung und es war einzigartig für eine Muslima aus dem Orient für die internationale Autorität der Frauen eine Rede auf türkisch zu halten, in der ich Bewunderung und Dankbarkeit der ägyptischen Frauen für die Befreiungsbewegung, die er in der Türkei anführte, ausdrückte und ich sagte ... er hat die Länder des Ostens dazu ermuntert, sich zu befreien und Frauenrechte einzufordern und ich sagte: Wenn die Türken Sie als die Ehrenhaftigkeit ihres Vaters ansehen und sie Atatürk („Vater der Türken“) nennen, sage ich, dass dies noch nicht genug ist, denn für uns sind Sie der Ataşark („Vater des Ostens“) ... er dankte mir für den großen Einfluss, den ich ausgeübt hatte, und ich bat ihn darum, uns ein Bild seiner Exzellenz zu schenken, um dieses in der Zeitschrift L’Égyptienne (Anm.: feministisches Magazin von Scha'arawi; eines der frühesten Frauenmagazine Ägyptens) zu publizieren.“

## Ehrungen
Am 23. Juni 2020 wurde Schaʿrāwī zu ihrem 141. Geburtstag mit einem Google Doodle geehrt.